# Juan Belmonte (productor)
Juan Belmonte es un productor musical, remixer, arreglista y compositor español de música dance y pop. De sus manos han salido arreglos o remixes  como " Desátame" para Mónica Naranjo, o "Strong Enough" de Cher.

## Carrera musical

### Comienzos
Tras sus inicios como Dj en la década de los 80, Juan Belmonte se hizo un hueco en la escena dance valenciana de los primeros 90, cerrando su etapa como Dj profesional con la producción de un megamix para Michael Jackson que dio la vuelta al mundo.
Dedicado plenamente a la producción de dance tiene su primer gran éxito como  arreglista con el álbum 12 veces platino Palabra de mujer de Mónica Naranjo, para quién arregla cuatro temas, entre ellos los ya clásicos "Desátame", "Entender el amor" y "Pantera en libertad". En aquella época alterna proyectos de house underground internacionales con remixes para artistas latinos consagrados como Magneto o Ricky Martin.

### Pumpin' Dolls
En el año 1997 decide formar junto con el experto en marketing Abel Arana el dúo Pumpin' Dolls, equipo de remezclas y producción que se convierte en pocos años en sinónimo de éxito en las listas de venta y radio. En esos años Pumpin' Dolls triunfaron internacionalmente gracias a sus múltiples números uno de ventas, entre ellos los remixes de los temas "Strong Enough" para Cher, "Maria Maria" para Santana, y "Unpretty" para TLC, que consiguieron premios Grammy al mejor single y respectivos números uno en la lista Billboard USA. Entre los artistas internacionales remezclados por Juan Belmonte en aquella etapa figuran Mike Oldfield, Christopher Cross, Whitney Houston, Kylie Minogue, Matt Bianco, a-ha, Blue, etc…
La lista de artistas latinos remezclados por Pumpin' Dolls no es menos importante, figurando entre ellos: Mónica Naranjo, Shakira, Ana Torroja, Marta Sánchez, Christian Castro, José El Francés, Marcela Morelo, OBK, La Unión, Malú, Shalim, Miami Sound Machine, etc… Tras siete años de trabajo febril, más de 30 números uno en todo el mundo y varias producciones de renombre, Pumpin' Dolls deciden dar por finalizada su relación profesional en el verano de 2005.

### Carrera en solitario
A partir de ese momento Juan Belmonte decide emprender en solitario una serie de álbumes electrónicos. House, dance, ambient y el chill out dominan sus álbumes Fabulosa y Olivia Valere's Night & Chill, con los que lleva al máximo sus conocimientos de ingeniería sonora y habilidades como músico. Así mismo reanuda brevemente en 2006 su carrera como Dj para eventos muy seleccionados y dirige varios videoclips para sus temas. En la parte final de esta etapa de su carrera musical produce a varios artistas españoles entre los que destacan Manolo Tena, Flores Raras, y sobre todo el regreso tras varios de ausencia de Mónica Naranjo con su álbum Tarántula para el que Juan remezcla dos temas consiguiendo grandes éxitos. Tras terminar estos trabajos a finales de 2008, Juan decide tomarse un descanso musical y dedicarse al e-marketing y el diseño de tiendas virtuales mientras termina de pulir sus dos primeras novelas.

### Juan Belmonte Music

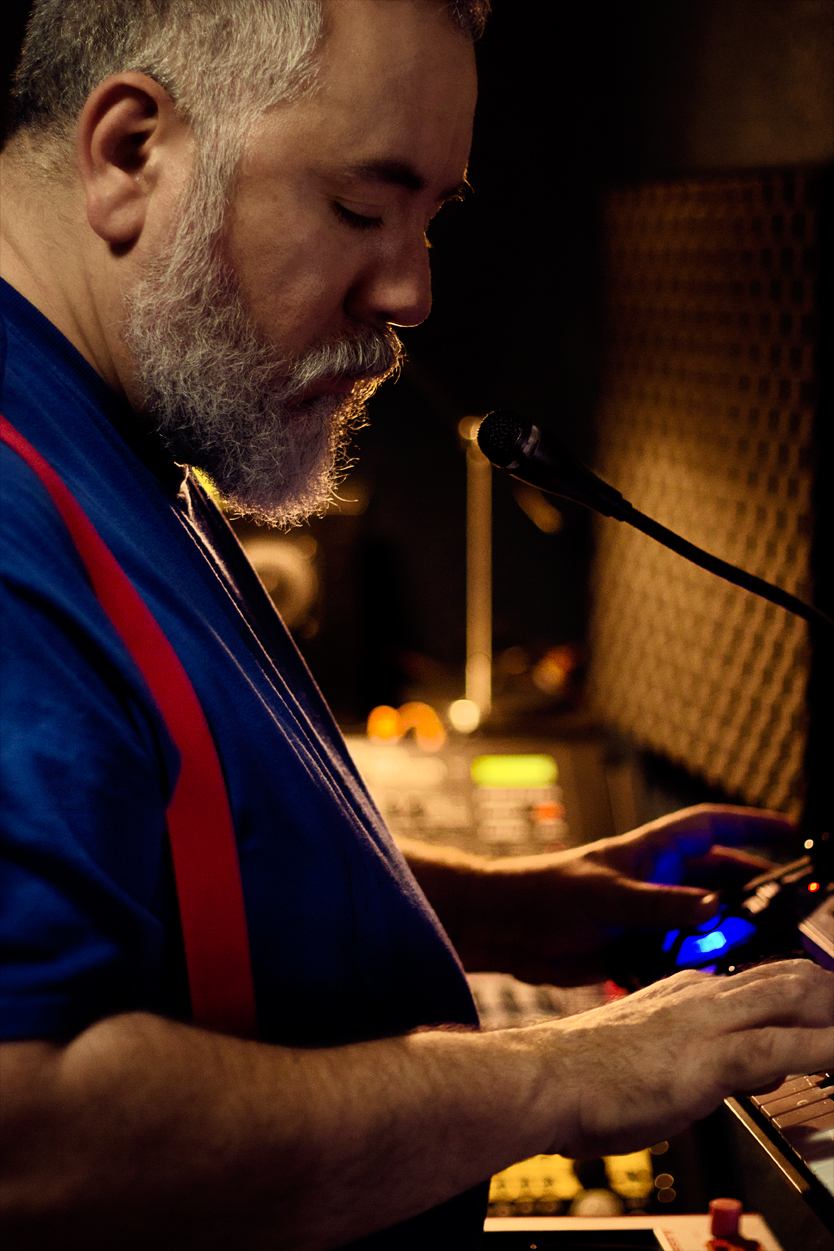
Juan Belmonte en el estudio.

En 2012 decide retomar su actividad musical y abrir su propia compañía discográfica, Juan Belmonte Music, junto con el subsello The Dance Hut, que han servido de escaparate para diferentes artistas de España y Latinoamérica como  Coral Segovia, Oscar Repo, Balance Right, Mr. Shy, Eva Isings, Juan Sinmiedo, The Synth Project; y que en palabras de LabelWorx (promotores de artistas como Tiesto y Avicci) se ha convertido en "una de las propuestas más interesantes de la industria musical electrónica europea".
Juan además de su carrera en la música, ha escrito numerosos artículos de prensa, musical y de opinión, ensayos de filosofía, textos corporativos, publicitarios y de marketing y hoy en día sigue combinando su trabajo dirigiendo el sello discográfico, con la producción musical y videográfica, y ampliando su obra como escritor.  "Ayer", es su primera obra literaria publicada; una novela fascinante en donde la intriga, las conspiraciones y secretos guardados desde las más altas esferas se enredan en una trama que pone en duda los fundamentos de la sociedad que conocemos.